# Trevor Berbick
Trevor Berbick (1. august 1955 i Norwich, Port Antonio, Jamaica – 28. oktober 2006) var en jamaicansk-canadisk sværvægtsbokser. Han var WBCs verdensmester nogle måneder i 1986.
Som amatør repræsenterede Berbick Jamaica. Berbick vandt en bronzemedalje ved Pan American Games i Mexico City i 1975, hvor han i semi-finalen tabte til amerikaneren Michael Dokes. Ved OL i 1976 tabte Berbick i turneringens første runde til den senere sølvvinder Mircea Simon fra Rumænien.
Efter OL blev Berbick professionel. Han vandt de 11 første kampe, heraf 10 på knockout. Men i den tolvte, den 3. april 1979 blev han slået ud i første omgang af Bernardo Mercado. Berbick fik sin første titelkamp om VM-titlen den 11. april 1981 mod Larry Holmes, men Berbick tabte på point. Han vandt herefter det britiske imperiemesterskab i en kamp mod Conroy Nelson, og mødte derefter Muhammad Ali i Nassau på Bahamas i en ti-runderskamp og vandt på point i det, som var Alis sidste kamp.
Den 11. juni 1982 tilføjede Berbick den kommende verdensmester Greg Page dennes første nederlag, men tabte herefter selv til Renaldo Snipes og S.T. Gordon. Sejre over Mitch Green og David Bey fik imidlertid karrieren tilbage på rette spor, og Berbick fik den 22. marts 1986 en VM-kamp i WBC-regi, da han mødte Pinklon Thomas. Berbick vandt kampen, men tiden som mester blev kort, for han tabte titlen allerede i sin næste kamp, hvor Berbick satte titlen på spil mod den kun 20 år gamle Mike Tyson, som boksede sin første titelkamp. Berbick blev slået i gulvet to gange i anden runde af Tyson, hvorefter kamplederen stoppede kampen og tildelte Tyson sejren på teknisk knockout.
Efter nederlaget til Tyson boksede Berbick en række kampe, men han tabte en del af disse. Berbick blev i 1992 dømt for at have voldtaget familiens babysitter i Florida. Straffesagen og fængselsdommen satte midliertidigt en stopper for karrieren, men Berbick gjorde i 1994 comeback, hvor han vandt en række kampe mod mindre stærke modstandere.
Efter afsoning af dommen blev Berbick i 1997 udvist fra USA. Han boksede med begrænset succes en række kampe i Canada, men han vendte atter tilbage til USA og levede illegalt i Florida i en tid, inden han i 2002 igen blev udvist til Jamaica.
Berbick blev fundet dræbt 28. oktober 2006 på Jamaica efter at være blevet tævet ihjel. Berbicks nevø og en af dennes bekendte blev kendt skyldige i drabet. Motivet skulle have været uenighed om et stykke jord.